# 前赤壁赋 (古琴曲)
《前赤壁賦》古琴曲，北宋蘇軾作。是曲也，按東坡以文章名世，擅一時之雄，列之顧問，裨益良多。夫何被讒遠謫。公竟靡介于懷，日事詩酒，放舟赤壁，撫江流而適興，樂川澤以作賦。始寫秋夜景物，旣感洞簫悲鳴，終慨英雄淪沒，而又瞬夕造化 ，取用風月，此其胷次曠達，眞不以世故繫情者。後人欣慕其文，寫入絲桐，蓋亦慕先生之高耳。審音者，毋以利達縈心可也。

## 琴谱中段標題原文
一 遊於赤壁
二 扣舷而歌
三 月明星稀
四 釃酒臨江
五 匏樽相屬
六 盈虛如彼
七 物各有主
八 洗盞更酌